# Technique photopyroélectrique
La technique photopyroélectrique dite PPE,,, est une technique photo thermique qui consiste à déterminer les propriétés thermiques des matériaux solides ou liquides en utilisant un capteur pyroélectrique. En effet, l'illumination périodique d'un capteur pyroélectrique permet à ce dernier de générer un signal électrique. L'évolution de ce signal en fonction de la fréquence d'illumination donne accès aux propriétés thermiques d'un matériau en contact thermique avec le capteur pyroélectrique.
L'effet photopyroélectrique ne doit pas être confondu avec l'effet photoélectrique qui représente la production d'électrons par un matériau quand il est illuminé par de la lumière.
Dans le cas de l'effet photopyroélectrique une illumination périodique est utilisée pour générer une variation de la température d'un matériau pyroélectrique. Cela implique un changement temporaire de sa polarisation conduisant à la génération d'une tension électrique au sein du matériau.
Parmi les capteurs pyroélectriques les plus utilisés nous pouvons citer : le tantalate de lithium,,, le polyfluorure de vinylidène,, et le Titano-Zirconate de Plomb,.
La technique PPE est utilisée pour mesurer l'effusivité thermique, et la diffusivité thermique, des matériaux qu'ils soient solides ou liquides. L’effusivité thermique caractérise la capacité d'un matériau à échanger de la chaleur avec le milieu environnant. Cependant, la diffusivité thermique détermine la vitesse de propagation de la chaleur au sein du matériau.

## Histoire
En 1985, une approche a été appliquée avec succès par A. Mandelis et M. Zver, permettant de déterminer la tension du signal PPE généré par un capteur pyroélectrique en contact thermique avec l’échantillon.